# Simorcus cummingae
Simorcus cummingae Van Niekerk & Dippenaar-Schoeman, 2010 è un ragno appartenente alla famiglia Thomisidae.

## Etimologia
Il nome proprio è in onore dell'aracnologa Cumming, per i suoi contributi alla conoscenza dei ragni dello Zimbabwe

## Caratteristiche
L'olotipo femminile rinvenuto ha lunghezza totale è di 4,5-7,0 mm; la lunghezza del cefalotorace è di 2,5 mm e la sua larghezza è di 2,16mm
L'esemplare maschile rinvenuto ha lunghezza totale è di 4,0 mm; la lunghezza del cefalotorace è di 1,9 mm e la sua larghezza è di 1,67mm

## Distribuzione
La specie è stata reperita nello Zimbabwe, nei viali alberati della capitale Harare, e nel Botswana, a Lesiding Research Camp, località nei pressi di Shakawe

## Tassonomia
Al 2014 non sono note sottospecie e dal 2014 non sono stati esaminati nuovi esemplari.